# Кароні
Кароні (ісп. Caroni) — річка у Венесуелі, права притока нижнього Ориноко.

## Основні відомості
Довжина річки — 920 км, площа сточища — 97 тис. км². Витоки — гори Сьєрра-Пакарайма. Річка тече Гвіанським нагір'ям, утворюючи численні пороги й водоспади; останні з них — так звані «Нижні водоспади» із загальною висотою падіння 40 метрів знаходяться за вісім кілометрів від гирла. Паводки з травня по жовтень.
Середньорічна витрата води близько 4800 м³/с, максимальний до 17 тис. м³/с. Судноплавна на 100 км від гирла. Найважливіша для Венесуели річка за гідроелектричним потенціалом — 10,5 МВт тільки на нижньому Кароні (від впадання зліва головної притоки Парагуа). Побудовано ГЕС (від гирла) — Макагуа, Каруачі, Гурі. Поблизу гирла Кароні знаходиться швидкозростаючий порт і промисловий центр Сьюдад-Гуаяна.

## Цікаві факти
У сточищі Кароні знаходиться водоспад Анхель — найвищий у світі.

## Ресурси Інтернету
- Енциклопедія «Британіка» — Caroni-River [Архівовано 7 жовтня 2013 у Wayback Machine.](англ.)